# Novembre 1728

## Naissances
1er novembre
- Johann Friedrich Staedel (mort le 2 décembre 1816), fondateur de l'Institut Staedel de Francfort-sur-le-Main

2 novembre
- Antoine-Éléonor-Léon Leclerc de Juigné (mort le 19 mars 1811), prélat et parlementaire français
- Michel-Louis Lamy (mort le 12 novembre 1800), négociant français, député aux États généraux de 1789

5 novembre
- Franz Xaver von Wulfen (mort le 16 mars 1805), prêtre jésuite autrichien, botaniste, physicien, mathématicien et minéralogiste

7 novembre
- James Cook (mort le 27 octobre 1728), navigateur, explorateur et cartographe britannique

9 novembre
- Fernando Spinelli (mort le 18 décembre 1795), cardinal italien

10 novembre
- Oliver Goldsmith (mort le 4 avril 1774), écrivain irlandais

15 novembre
- Jean-Joseph-Louis Graslin (mort le 10 mars 1790), receveur général des impôts
- Gabriel Bruté de Rémur (mort le 27 février 1786), agronome français

20 novembre
- Vincent d'Auriol (mort le 10 septembre 1799), général français

22 novembre
- Charles Ier de Bade (mort le 10 juin 1811), prince électeur allemand

24 novembre
- Esprit Calvet (mort en 1810), riche médecin

26 novembre
- Julien Crozet (mort en mer en 1780), officier de marine français

29 novembre
- Jean-Paul-André Razins de Saint-Marc (mort le 11 septembre 1818), dramaturge et librettiste français

## Décès
4 novembre
- Stanisław Mateusz Rzewuski (né en 1662), membre de la noble famille polonaise

10 novembre
- Fiodor Apraxine (né le 7 décembre 1661), amiral russe

11 novembre
- Louise Marie de La Grange d'Arquien (née en 1638), marquise de Chabris

12 novembre
- Charles Grimminck (né le 28 mai 1676), prêtre néerlandais

14 novembre
- François Masclef (né vers 1663), prêtre catholique et hébraïsant français

15 novembre
- Élie Benoît (né le 20 janvier 1640), historien, ministre et théologien protestant français

18 novembre
- Michel Poncet de La Rivière (né vers 1638), évêque d'Uzès

19 novembre
- Léopold d'Anhalt-Köthen (né le 29 novembre 1694), prince d'Anhalt-Köthen

27 novembre
- Sante Prunati (né vers 1652 ou 1656), peintre italien du baroque
- Joseph Fleuriau d'Armenonville (né le 22 janvier 1661), financier, magistrat et homme politique français
- Isaac Robelin (1660-1728) (né en 1660), ingénieur militaire et directeur des fortifications de Bretagne

## Évènements
1er novembre
- Jean d'Yse de Saléon devient évêque d'Agen
- Antoine Joseph Amable de Feydeau devient évêque de Digne

4 novembre
- Stanisław Mateusz Rzewuski

14 novembre
- Inauguration du château baroque de Joachimstein

15 novembre
- Création du Diocèse de Fabriano-Matelica
- Pierre Jacquot de Villeneuve est promu architecte du roi

18 novembre
- Création du Marquisat d'Acapulco

26 novembre
- François de Lastic de Saint-Jal est nommé évêque d'Uzès
- Jean d'Yse de Saléon est nommé évêque d'Agen
- Antoine Joseph Amable de Feydeau est nommé évêque de Digne